# VG247
VG247 (Videogaming24/7) — веб-сайт, посвящённый компьютерным играм и игровой индустрии; новостной блог, расположенный в Великобритании и основанный в феврале 2008 года ветераном игровой индустрии Патриком Гарраттом (англ. Patrick Garratt). Согласно рейтингу сайта CNET.com, VG247 занимает третье место в списке десяти лучших игровых блогов в мире, уступая лишь Kotaku.com и Joystiq.

## История
VG247 был основан в феврале 2008 года в результате сотрудничества Патрика Гарратта и Eurogamer Network. VG247 был основан исключительно как новостной блог: он должен был освещать лишь новости игровой индустрии и не писать рецензии и прочие материалы. На то время в Великобритании ещё не было новостных игровых блогов, подобных Kotaku.com и Joystiq.
В момент основания блога Гарратт был его единственным участником, прочие редакторы и авторы присоединились позже.
9 февраля 2009 года был серьёзно изменён дизайн и структура сайта, были добавлены новые особенности. Кроме этого, был расширен штат сотрудников, в частности, к блогу присоединилась Стефани Наннили, ранее работавшая в 1UP.com.
В январе 2011 года VG247 стал первым в Великобритании сайтом, который обеспечивает полное и беспрерывное новостное покрытие событий игровой индустрии 24 часа в сутки и 7 дней в неделю. Это стало возможным благодаря очередному расширению штата сотрудников.
В мае 2012 года заработала русская версия сайта: https://web.archive.org/web/20120908004544/http://www.vg247.ru/, созданная в сотрудничестве с Eurogamer.net. Ресурс специализируется на новостях, также переводя рецензии и превью Eurogamer. По неизвестным причинам закрыт, при входе — переадресовывает на http://www.vg247.com/

## Штат сотрудников
Редакторы (Editors)
- Патрик Гарратт (англ. Patrick Garratt) (редактор)
- Стефани Наннили (англ. Stephany Nunneley) (редактор новостей в США)
- Джонни Каллен (англ. Johnny Cullen) (редактор новостей в Великобритании)
- Бренна Хиллер (англ. Brenna Hillier) (редактор новостей в Австралии)

Авторы (Contributors)
- Натан Грейсон (англ. Nathan Grayson) (ночной автор)
- Джо Андерсон (англ. Joe Anderson) (фрилансер)
- Киза МакДональд (англ. Keza MacDonald) (фрилансер)
- Джастин Кранзл (англ. Justin Kranzl) (фрилансер)
- Лорен Вэйнврайт (англ. Lauren Wainwright) (фрилансер)

## Награды
VG247 дважды номинировался на награды «Best Website» (Лучший веб-сайт) и «Best Online Blog» (Лучший интернет-блог) на Games Media Awards в 2008 и 2009 годах, однако не выиграл ни одну из этих наград. Тем не менее, в октябре 2009 года Games Media Awards присудила VG247 звание «Best Blog» (Лучший блог), а его основателю и главному редактору Патрику Гарратту звание «Best Specialist Writer, Online» (Лучший профессиональный редактор в интернете), при том, что в 2009 году VG247 не номинировался. На сайте Market for Home Computing and Video Games это событие назвали «персональным триумфом Пэта Гарратта»
Также в октябре 2009 года VG247 выиграл три награды Games Media Award: «Best Games Website» (Лучший игровой сайт), «Best Specialist Writer (Web)» (Лучший профессиональный редактор в интернете) и «Best Games Blog» (Лучший игровой блог).
В ноябре 2009 года VG247 был включен сайтом CNET.com в список десяти лучших игровых блогов в мире и занял в нём третье место, уступив блогам Kotaku.com и Joystiq первое и второе место соответственно.
В августе 2010 года VG247 завоевал очередную награду: Games Media Awards включил его в список шести лучших игровых блогов.